# Bullina lineata
Espèce
Bullina lineata est une espèce de mollusques gastéropodes de la famille des Aplustridae.

## Habitat et répartition
Cette espèce se rencontre dans la zone sublittorale de le bassin Indo-Pacifique tropical depuis l'Est de l'Afrique jusqu'en Polynésie et Hawaï et du Japon à l'Australie et à la Nouvelle-Zélande.

## Description

### Diagnose
La coquille, d'une longueur de 15 à 25 mm, est blanche, transparente, ovale, oblongue et densément striée en spirale. Elle est décorée de bandes de deux spirales et de lignes cramoisies concentriques. La spirale est déprimée et conique avec une ouverture droite allongée.

### Description détaillée

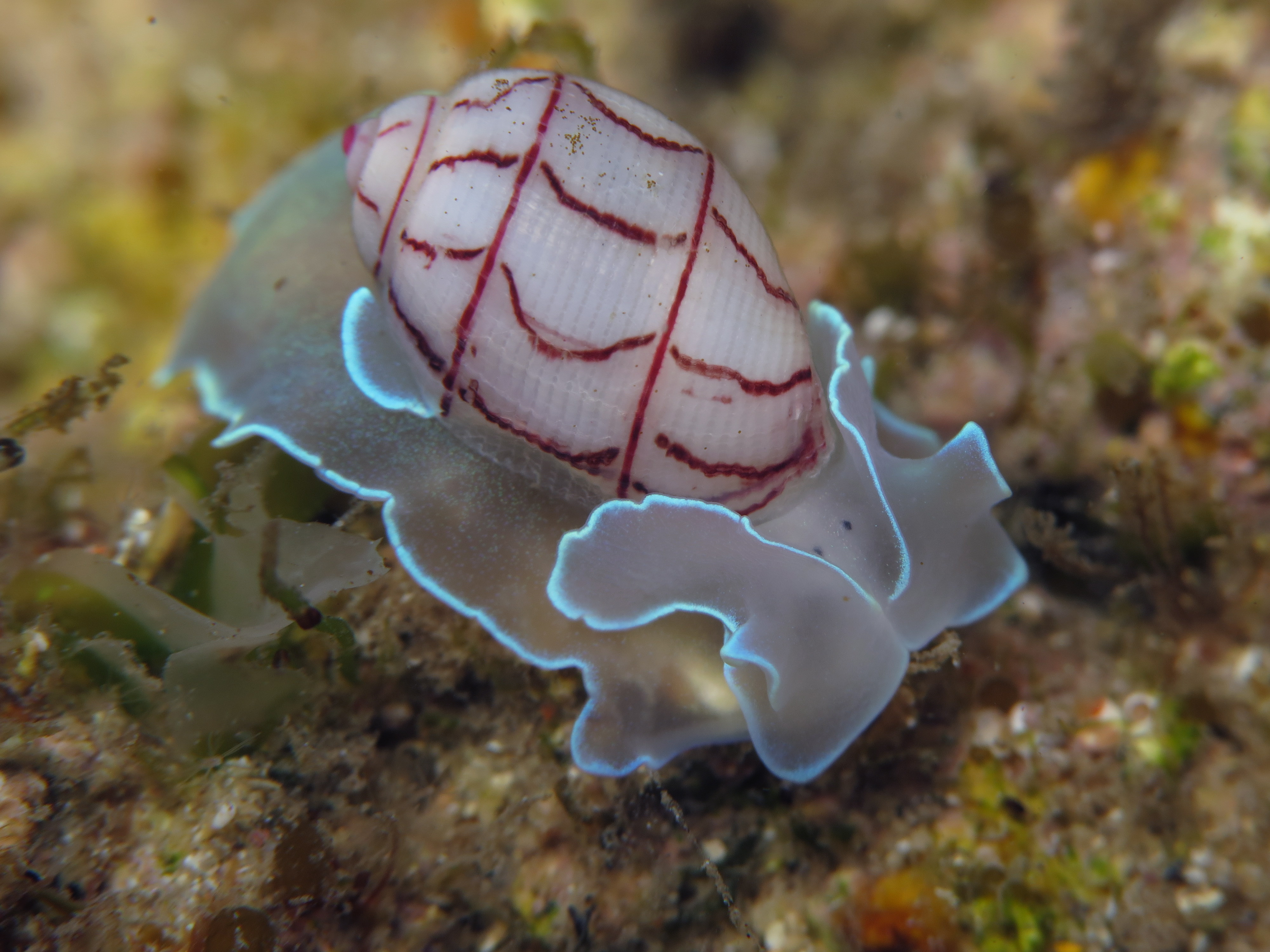
Bullina lineata.

La coquille, qui peut atteindre 20 mm de longueur, est ovale avec les côtés presque droits. Elle est de couleur blanche avec deux lignes rouges distinctes en spirale divisant chaque verticille en trois parties à peu près égales. Une ligne rouge diffuse en spirale est généralement présente autour de la base de la coquille. Huit à dix lignes axiales rouges sinueuses et équidistantes traversent le corps de la coquille. La flèche représente environ un septième de la hauteur de la coquille. La protoconche est grande et les verticilles sont épaulés. La coquille est distinctement sculptée avec des crêtes spirales larges et lisses séparées par des sillons ponctués sur la moitié de la largeur des crêtes et des barres transversales traversant les sillons et formant de petits creux rectangulaires. L'ouverture est large et se rétrécit aux deux extrémités. Les lèvres externes sont minces et rejoignent le verticille du corps soit au niveau de la ligne spirale rouge supérieure, soit en dessous. La suture est légèrement canalisée. La columelle est droite et légèrement tronquée à la base avec un bord libre recourbé formant une petite ouverture ombilicale. La lèvre interne forme un glaçage fin sur la région d'ouverture du verticille du corps.

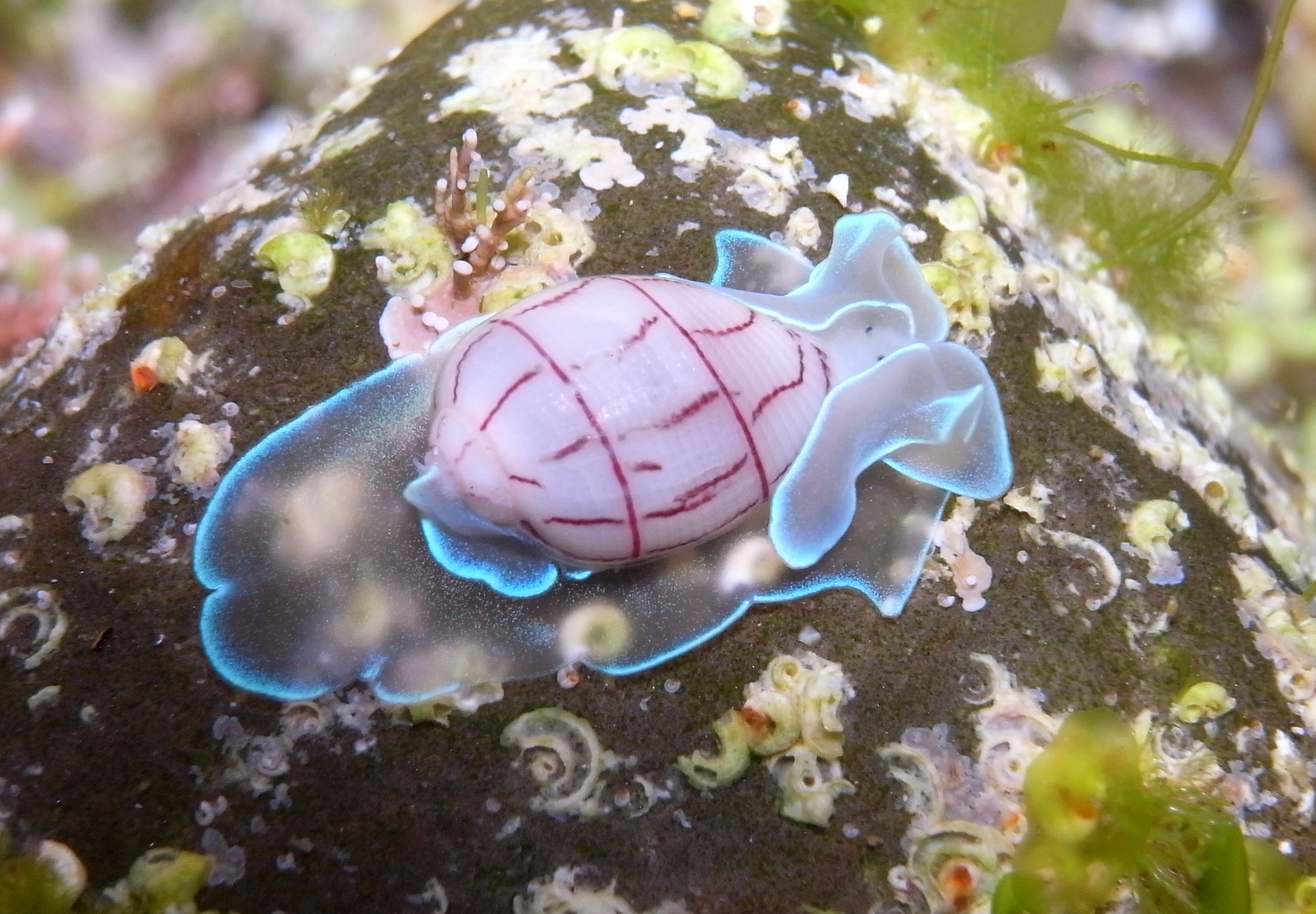
Bullina lineata.

L'opercule est chitineux et mince avec un noyau distinct dans l'angle inférieur gauche. Une longue et fine cicatrice musculaire court le long de la face interne.

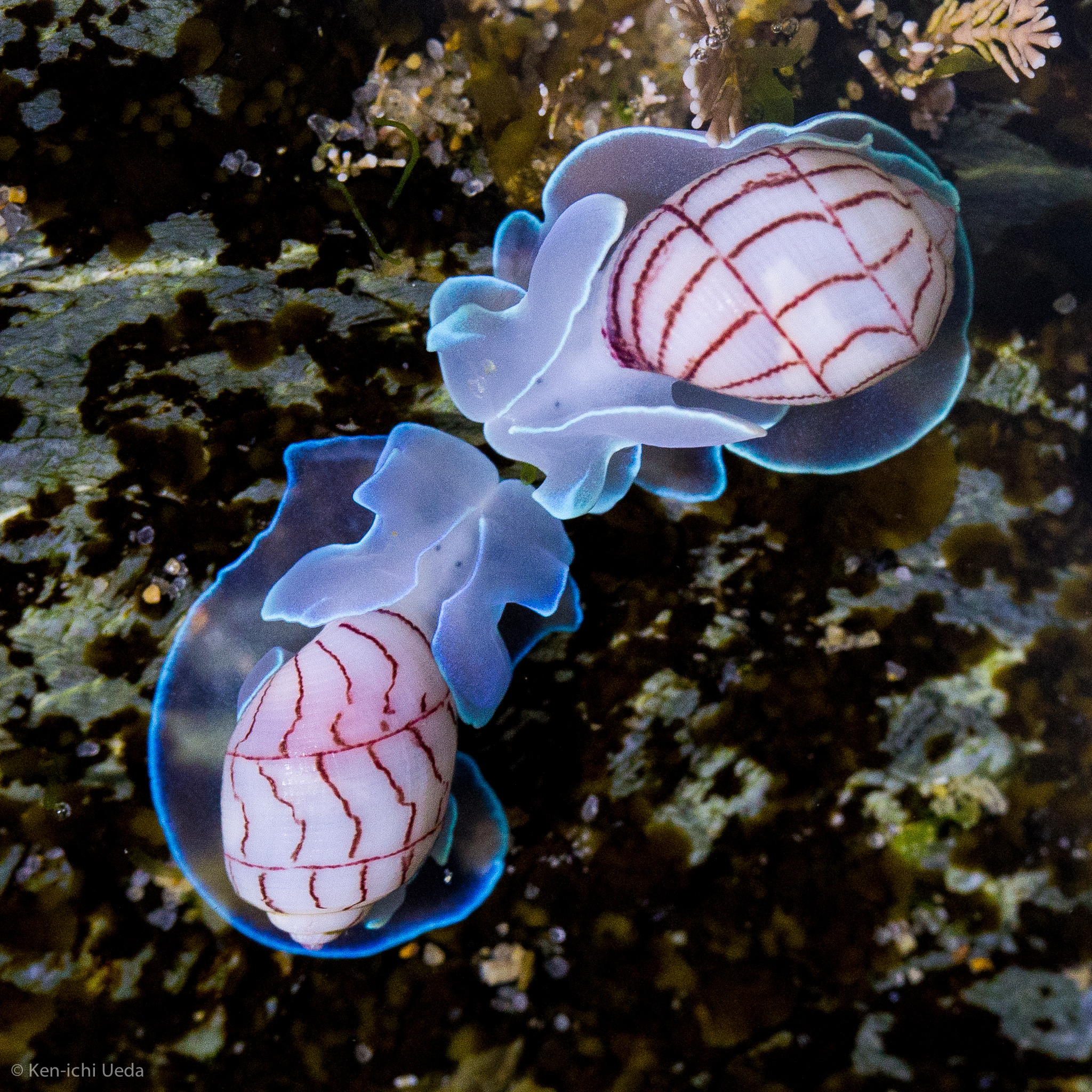
Bullina lineata.

L'animal est bleu avec le pied et le casque bordés d'un bord bleu vert irisé brillant. La calotte s'étend vers l'arrière pour former un grand processus postérieur de chaque côté reposant en partie sur la coquille. La calotte peut se replier de chaque côté de la tête pour former une paire d'entonnoirs temporaires qui ramènent l'eau sur les organes de Hancock (en). L'extrémité postérieure du manteau forme un processus reposant sur le côté droit de la flèche et dirigeant le courant d'eau exhalant du manteau.

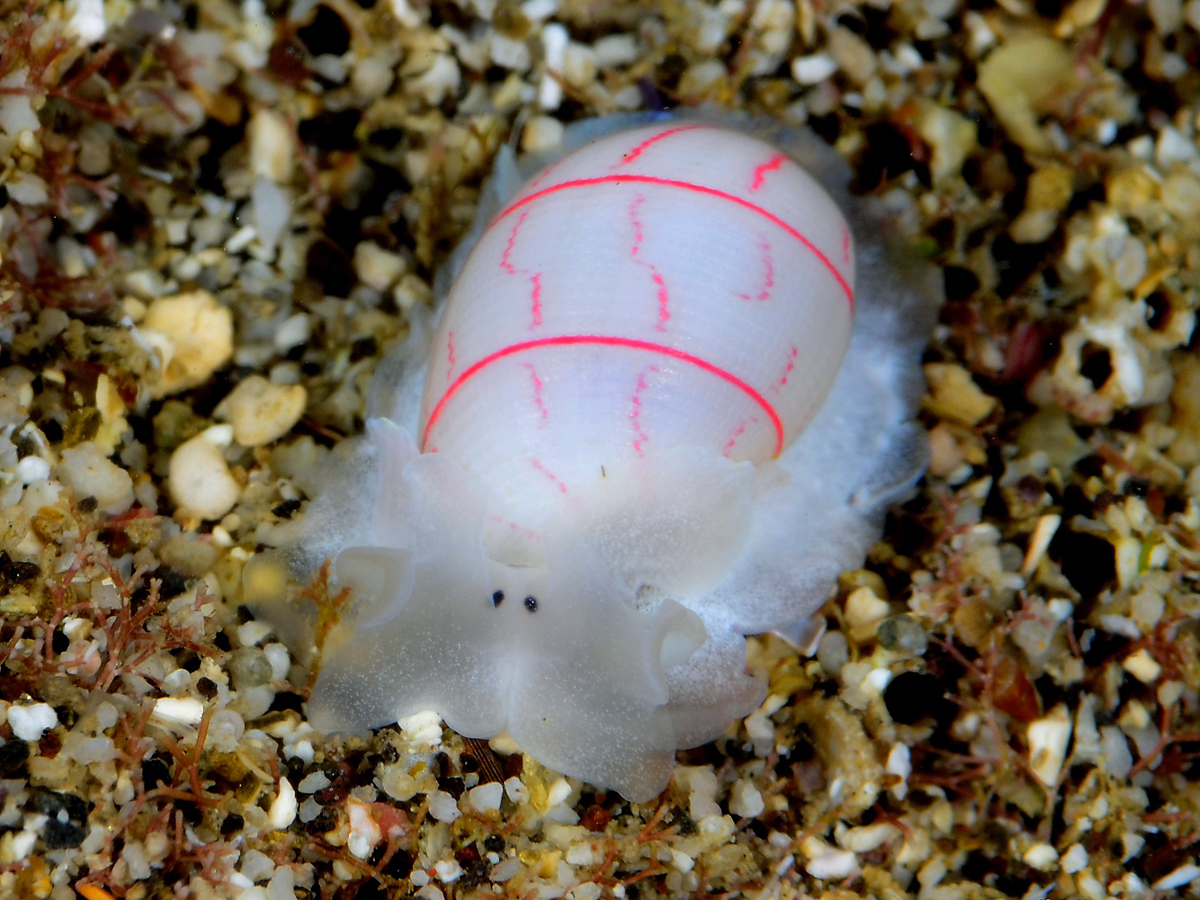
Bullina lineata (La Réunion).

Une petite paire d'yeux noirs est visible sur la tête entre les processus postérieurs du bouclier céphalique. Le pied est large et fin et s'étend derrière la coquille et de chaque côté. Le bord antérieur du pied forme des processus triangulaires latéraux formant ainsi un large bord d'attaque émoussé. 
Les mâchoires sont constituées d'éléments denticulés triangulaires individuels. La formule de la radula est 11.1.11. La dent centrale est petite en forme de plaque allongée. Les dents latérales sont toutes de forme similaire avec une longue plaque basale et un bord externe se relevant pour former un rebord incurvé tourné vers l'arrière et qui porte quatre denticules sur le bord postérieur. Les neuf rangées internes de dents latérales sont de la même taille et les deux rangées externes sont d'environ la moitié de cette taille.
Bullina lineata présente une glande buccale non appariée ainsi qu'une trompe buccale et un jabot œsophagien.

## Éthologie

### Alimentation

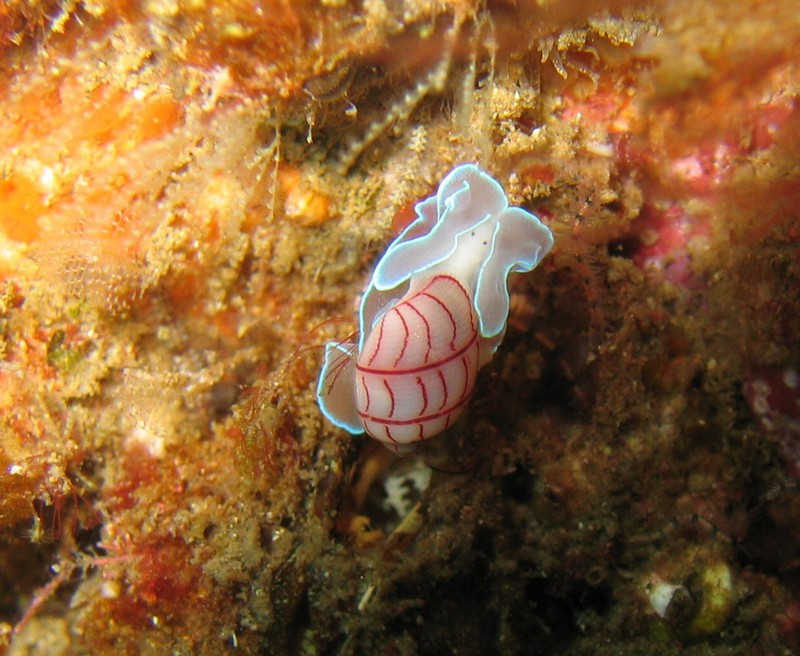
Bullina lineata (Australie).

Bullina lineata pourrait se nourrir de vers polychètes de la famille des Cirratulidae et probablement d'espèces du genre Cirriformia.

## Classification
Bullina lineata a été décrite en 1825 sous le protonyme Bulla lineata par le zoologiste britannique John Edward Gray. C'est l'espèce type du genre Bullina Férussac, 1822 désignée par John Edward Gray en 1847,.
Bullina lineata a pour synonymes :
- Aplustrum lineatum Hutton, 1873[1]
- Bulla lineata J. E. Gray, 1825[7]
- Bullinula lineata G. B. Sowerby II, 1839[7]
- Voluta scabra Gmelin, 1791[7],[1]
- Voluta ziczac Megerle von Mühlfeld, 1816[7],[1]

### Publication originale
- (en) John Edward Gray, « A list and description of some species of shells not taken notice of by Lamarck », Annals of Philosophy, Royaume-Uni, nouvelle, vol. 9, no 6,‎ 1825, p. 407-415 (ISSN 0365-4915, lire en ligne, consulté le 7 juillet 2024).